# Trollius altaicus
Trollius altaicus es una especie de planta ornamental perteneciente a la familia  Ranunculaceae, es nativa de Asia y Europa donde crece en lugares húmedos, especialmente en valles. 
Es una planta herbácea que alcanza los 70 cm de altura. Las hojas son basales, pecioladas , cordadas tri-lobuladas y dentadas. Las flores son solitarias de 3-5 cm de diámetro con sépalos color naranja, pétalos lineales más pequeños que los estambres. Las semilla son elipsoides-globosas.